# Mate Bulić
Mate Bulić (Blatnica, BIH, 28. veljače 1957.) hrvatski je hercegovački pop/folk pjevač. Dolazi iz Čitluka iz Hercegovine, pa su mnoge njegove pjesme posvećene Hercegovini. Nekoliko njegovih pjesama je napisao Marko Perković Thompson. Mate Bulić često je zvan "Kraljem dijaspore".

## Životopis

### Mladost i obrazovanje
Rođen je 28. veljače 1957. godine u mjestu Blatnica, smještenom u središnjoj Hercegovini blizu Međugorja. Rođen je kao drugi od tri sina oca Vinka i majke Ane, koji su se bavili poljoprivredom. U djetinjstvu je pomagao djedu u nizanju duhana i čuvanju ovaca i krava. Budući da mu je Mate pritom rado pjevao, djed je prvi otkrio njegov pjevački talent. Prijatelji su ga opisivali kao mladog i povučenog mladića koji je volio pjevati i igrati nogomet.
Kao dječak rado je odlazio na utakmice nogometnog kluba "Boksit" iz Posušja, za koji je kasnije igrao kao vratar. U kratkoj vratarskoj karijeri trenirao ga je Miroslav Blažević, zvani "Ćiro", s kojim je i nakon prekida karijere ostao dobar prijatelj. Ćiro je često osobno posjećivao njegovu obitelj u Frankfurtu i bio njegov vjerni obožavatelj. Kasnije je Bulić izjavio kako je upravo zbog Ćire napustio nogomet, koji je od njega htio napraviti vratara svjetske klase, dodavši i da je bio vjerni navijač hrvatske nogometne reprezentacije na Svjetskom prvenstvu u Francuskoj 1998. godine, kada je Blažević vodio hrvatsku vrstu.
U sedmom se razredu osnovne škole, bez pristanka roditelja, prijavio na glazbeni festival. Djed Stjepan, koji je volio njegovu boju glasa, uspio je nagovoriti oca Vinka da odvede sina na festival, na kojem je Mate odnio pobjedu. Završetkom osmog razreda, upisuje Elektrotehničku školu u Mostaru. Kasnije je diplomirao studij ekonomije i dobio angažman profesora teorije politike cijena na Ekonomskoj srednjoj školi u Mostaru. Na iznenađenje roditelja odbio je ponudu i 1981. godine odselio se u Frankfurt na Majni.

### Karijera u Njemačkoj
Iako je obitelj bila uvjerena kako odlazi u Njemačku zaraditi novac, pravi razlog njegova odlaska bila je ljubavna veza, koja je kasnije završila brakom. Zdravku, svoju buduću suprugu, upoznao je kao srednjoškolac na jednoj seoskoj zabavi u Hercegovini, kamo je ona dolazila tijekom ljetnih praznika. Vjenčali su se u Matinu rodnom selu, a na vjenčanju im je pjevao i Kemal Monteno. U iduće dvije godine se Zdravkom je dobio dvije djevojčice Anu i Katju, zbog čega je napustio glazbu i postao gastarbeiter. Iako mu je diploma bila priznata i nostrificirana, zbog nepoznavanja njemačkog jezika mogao je biti samo fizički radnik.
Sljedećih šest godina radio je na baušteli i istovarivao robu iz kamiona, dok ga Zdravka nije nagovorila da se posveti pjevanju. Kasnije je i sam priznao kako ga je supruga spasila od rada na baušteli i motivirala za nastavak karijere. Preko hrvatske zajednice ugovorio je nekoliko nastupa u hrvatskim domovima, nakon čega je među hrvatskim iseljeništvom stekao veliki ugled i popularnost, zbog koje je sredinom 1990-ih godina prozvan "Kraljem dijaspore". Istovremeno je postao i vrlo poznat u Hrvatskoj, jer su brojni Njemački Hrvati svojim obiteljima u Hrvatsku slali njegove CD-e.
Tijekom svoje petnaestogodišnje karijere u Njemačkoj, prodao je 100.000 CD-ova i surađivao s Nikšom Bratošom i Zrinkom Tutićem.

### Proboj na hrvatsku scenu
Bulićev mendžer Ivica Bubalo bio je uvjeren 1998. godine kako Mate može napuniti stari Hajdukov stadion. Bulić je pristao iako nije bio siguran koliko je popularan u domovini. Održao je, 6. lipnja 1998. koncert koji je posjetilo 20.000 ljudi. Taj koncert mu je omogućio proboj na hrvatsku glazbenu scenu.
Početkom 1990-ih godina upoznao se s Markom Perkovićem i otada su postali bliski prijatelji. Kasnije su se i povezali kumstvom: Marko je bio krizmani kum Matinoj mlađoj kćeri, a Bulić Markovu mlađem sinu Anti. Zahvaljujući prijateljstvu, Bulić je često gostovao na Thompsonovim koncertima i turnejama. Preko Thompsona upoznao se i s Miroslavom Škorom te su njih trojica zajedno snimili i izdali nosač zvuka nazvavši se Tri kuma. Poslije ih je publika prozvala Tri tenora. Perković je za Bulića napisao devet pjesama, među kojima se ističe Gori borovina, koja je postala njegovom najpoznatijom pjesmom.
Bulić i Thompson održali su zajednički koncert u Međugorju povodom dočeka Marina Čilića nakon njegova osvajanja US Opena 2014. godine.

## Diskografija
- 1983. - Šuti Đurđa[10]
- 1984. - Tražim ženu tebi sličnu okovi ljubavi
- 1987. - Da je meni tri života
- 1994. - Gdje ste noćas prijatelji stari
- 1995. - Samo pjesmu noćas tražim
- 1996. - Pjevaj sestro, pjevaj brate
- 1997. - Dodijalo pajdo
- 1998. - Hrvatske narodne pjesme 1
- 1999. - Pjevajte sa mnom
- 2003. - Gori borovina
- 2007. - Kako mi je, tako mi je
- 2011. - Domu mom
- 2017. - Sretan Božić moj narode

### DVD
- 1999. - Uživo, Split

### Kompilacije
- 2001. - Sve najbolje
- 2004. - Megamix
- 2008. - Tri Kuma
- 2013. - Zlatna kolekcija

## Vanjske poveznice
Službena stranica  Arhivirana inačica izvorne stranice od 6. veljače 2009. (Wayback Machine)